# 김혜민 (바둑 기사)
김혜민(金惠敏, 1986년 9월 2일 ~ )은 대한민국의 바둑 기사이다.

## 약력
초등학교 시절 1994년 아마여류국수전 꿈나무조에서 준우승하여 1997년 ~ 1998년 아마여류국수전에서 준우승하여 1999년 1월 아마여류최고위전에서 준우승하여 2월 아마여류국수전에서 우승하였다. 같은해 입단하였으며, 2001년 여류명인전, 2007년 부안 여류기성전에서 준우승하여 2010년 6단을 거쳐 2013년 3월에 7단으로 승단하였다. 2001년과 2003년 여류명인전 본선에 올랐다. 2006년 제5회 정관장배에 한국대표로 참가했고, 2007년 제1회 대리배 세계바둑여자 선수권대회에서 준우승을 차지했다. 2008년 제1회 세계마인드스포츠게임에 한국대표로 출전하여 여자단체전 은메달을 획득했다. 2012년 제1회 화정차업배 우승에 이어, 제1기 여류십단전에서 준우승을 했다. 2013년 제18기 여류국수전에서 우승했다.
2016년 10월, 제1회 꽃보다 바둑 <여왕전>에서 우승하였고 8단으로 승단했다. 2017년 엠디엠 한국여자바둑리그 본선과 제1회 한국제지 여자기성전 본선에 진출하였고 2018년 제5회 대주배 본선과 엠디엠 한국여자바둑리그 본선에 올랐다. 2019년 9단으로 승단했다.